# Podżeganie
Ten artykuł należy dopracować:

przedstawiono sytuację tylko z polskiej perspektywy – artykuł powinien być przekrojowy.
Pomóż go poprawić. 
Podżeganie – jedna z form popełnienia przestępstwa (forma zjawiskowa). Podżeganie polega na nakłanianiu innej osoby do dokonania czynu zabronionego (art. 18 § 2 kk). Podżeganie jest zawsze zachowaniem umyślnym, popełnić je można jedynie w zamiarze bezpośrednim, w formie działania (niemożliwe jest podżeganie w formie zaniechania). 
Podżeganie polega na nakłanianiu do popełnienia czynu zabronionego osoby indywidualnie oznaczonej (zwracanie się np. do grupy osób nie będzie podżeganiem, a publicznym nawoływaniem do popełnienia przestępstwa - art. 255 kk).
Obojętna jest forma nakłaniania. Podżegać można zatem słowem (mówionym lub pisanym), bądź gestem. Powinno być to jednak aktywne zachowanie zmierzające do wywołania u bezpośredniego sprawcy zamiaru dokonania czynu zabronionego. W doktrynie sporne jest, czy jeżeli osoba podżegana miała zamiar dokonać czynu zabronionego, to czy zachodzi podżeganie, czy też tak zwane pomocnictwo psychiczne. Również wiele kontrowersji wywołuje kwestia, w którym momencie podżeganie jest dokonane. Zgodnie z trzema dominującymi poglądami, o dokonanym podżeganiu można mówić wtedy, kiedy:
1. podżegacz zakończył czynność nakłaniania, ale osoba podżegana nie powzięła zamiaru dokonania czynu; podżegacz odpowiada za usiłowanie podżegania;
2. podżegacz zdołał wywołać u bezpośredniego sprawcy zamiar dokonania i osoba podżegana dokonała czynu zabronionego;
3. osoba podżegana usiłowała popełnić czyn zabroniony;
4. osoba podżegana nie usiłowała popełnić czynu zabronionego (tj. powzięła zamiar, ale nic z nim nie zrobiła albo gdy jej działanie zakończyło się na etapie przygotowania).

Możliwe jest podżeganie do podżegania (tzw. łańcuszkowe podżeganie) lub pomocnictwa. Dopuszczalne jest też umyślne podżeganie do przestępstw nieumyślnych (tzw. właściwe podżeganie do przestępstw nieumyślnych), ale w doktrynie sporne jest, czy jest to podżeganie. Natomiast nie stanowi podżegania tzw. niewłaściwe podżeganie do przestępstw nieumyślnych (czyli nieumyślne przyczynienie się do popełnienia nieumyślnego czynu zabronionego przez inną osobę). 
Nie stanowi podżegania tzw. prowokacja (art. 24 kk), która polega na nakłanianiu innej osoby do popełnienia czynu zabronionego po to, by skierować przeciwko niej postępowanie karne. Prowokator jednak odpowiada jak za podżeganie, z tym że nie znajdują do niego zastosowania przepisy pozwalające na złagodzenie lub uwolnienie podżegacza od odpowiedzialności karnej.
Podżeganie wyróżnia się również w prawie wykroczeń.

## Karalność podżegania
Karę za podżeganie wymierza się w granicach przewidzianych dla sprawstwa. Podżegacz odpowiada w granicach swojej umyślności niezależnie od odpowiedzialności sprawcy bezpośredniego. Ponosi on odpowiedzialność nawet wtedy, gdy sprawcy nie można przypisać winy (np. z powodu niepoczytalności, nieletniości). Podżegacz nie odpowiada za eksces sprawcy. Oznacza to, że jeżeli sprawca uczyni więcej niż to, do czego był podżegany, podżegacz nie ponosi za to odpowiedzialności, lecz nadal odpowiada tylko za to, do czego nakłaniał.
Jeżeli czynu zabronionego tylko usiłowano dokonać, podżegacz odpowiada jak za usiłowanie. Natomiast jeżeli czynu zabronionego nawet nie usiłowano dokonać, sąd może zastosować nadzwyczajne złagodzenie kary lub nawet odstąpić od jej wymierzenia.
Podżegacz nie ponosi odpowiedzialności karnej, jeżeli dobrowolnie zapobiegł popełnieniu czynu, do którego nakłaniał (tzw. czynny żal). Przy nieskutecznym czynnym żalu sąd może zastosować nadzwyczajne złagodzenie kary.
Odpowiedzialność za podżeganie do wykroczenia zachodzi wtedy, gdy ustawa tak stanowi i tylko w razie dokonania przez sprawcę czynu zabronionego. Karę za podżeganie wymierza się w granicach zagrożenia przewidzianego dla danego wykroczenia.